# Пиньон
Пиньон (на английски: Pinion, на немски: Ritzel) се нарича по-малкото по диаметър зъбно колело от две зъбни колела, представляващи част от в една зъбна или една верижна предавка. При верижната предавка на един велосипед пиньон се нарича/наричат задното/задните задвижвани зъбни колела, а при мотоциклета предното водещо зъбно колело. Независимо от конструктивните особености на различните велосипеди (например пранински велосипед или БМХ ,при които предното зъбно колело е по-малко), разговорно е прието в някои страни задното (воденото) зъбно колело да се нарича пиньон (ритцел).
- Зъбна предавка: лявото зъбно колело е пиньона
- Вал с пиньон или задвижване на механичен часовник
- Пакет със зъбни колела или пиньонен пакет на велосипедни скорости

## Диференциал
Диференциалът е механична предавка, което свързва три вала и прехвърля въртящ момент и въртеливо движение между тях. Най-често се използва за разпределяне на въртящия момент от един задвижващ вал към два изходни вала както е при автомобила. Типичен пример за това са автомобилите, където диференциалът получава въртящия момент от карданния вал и го разпределя между водещите колела. В автомобила като главна предавка се използва спирално-конична зъбна предавка (корона и пиньон), която осъществява постоянно предавателно число и реализира смяната на направлението на въртене под прав ъгъл.